# 5002 Marnix
Az 5002 Marnix (ideiglenes jelöléssel 1987 SS3) a Naprendszer kisbolygóövében található aszteroida. Eric Walter Elst fedezte fel 1987. szeptember 20-án.